# Агиос Теодорос (окръг Ларнака)
Агиос Тео̀дорос (на гръцки: Άγιος Θεόδωρος) е село в Кипър, окръг Ларнака. Според статистическата служба на Република Кипър през 2001 г. селото има 599 жители.
Намира се на 3 km от Кофину.